# Regiunea Mării Negre, Turcia
Regiunea Mării Negre este una din cele 7 regiuni ale Turciei.

Situare Regiunii Mării Negre

## Provincii

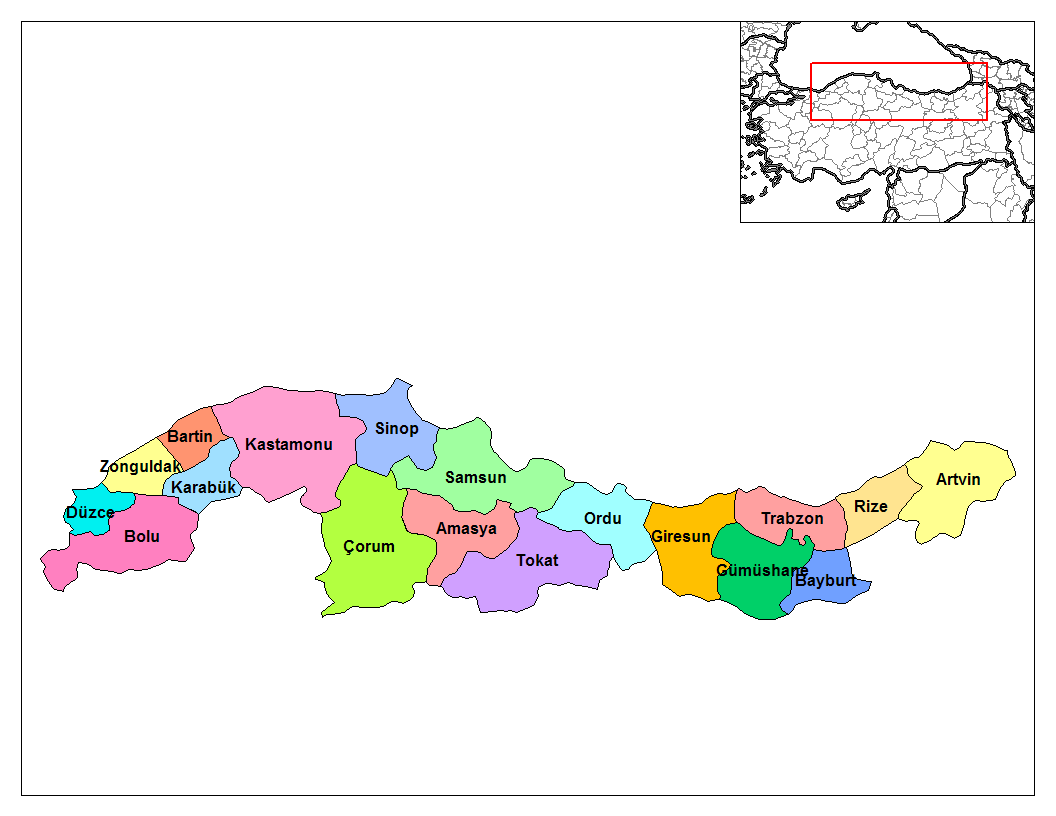
Regiunea Mării Negre

- Provincia Amasya
- Provincia Artvin
- Provincia Bartın
- Provincia Bayburt
- Provincia Bolu
- Provincia Çorum
- Provincia Düzce
- Provincia Giresun
- Provincia Gümüșhane
- Provincia Karabük
- Provincia Kastamonu
- Provincia Ordu
- Provincia Rize
- Provincia Samsun
- Provincia Sinop
- Provincia Sivas
- Provincia Tokat
- Provincia Trabzon
- Provincia Zonguldak